# Гейслер, Михаил Фёдорович
Михаил Фёдорович Гейслер (1861 — после 1930) — русский архитектор, составитель «Строительного адреса-календаря» (1890—1911), редактор журнала «Зодчий» (1893—1898).

## Биография
Окончил Институт гражданских инженеров в 1886 году, в 1890-х работал архитектором Придворной певческой капеллы и жил в одном из домов, находящихся во дворах Капеллы между набережной Мойки, 20 и Большой Конюшенной улицей. С 1906 года — действительный статский советник. Член Петербургского общества архитекторов.
Автор архитектурного путеводителя по СПб. (1892), издатель ежегодника «Строительный адрес-календарь С.-Петербургского общества архитекторов» (1892—1911).

## Адреса в Санкт-Петербурге
1893—1898 — дом Капеллы — набережная реки Мойки, 20.

## Проекты
Санкт-Петербург
- Проспект Римского-Корсакова, д.№ 105/Мясная улица, д.№ 19 — доходный дом. Перестройка. 1893.
- Набережная Фонтанки, д.№ 134б — доходный дом. 1897.
- Набережная Фонтанки, д.№ 152, двор — павильон для заразных больных и жилой дом при Елизаветинской детской больнице. 1897—1899. Совместно с Б. Ф. Гуслистым, по проекту П. И. Балинского[1].
- Средний проспект, д.№ 80/23-я линия, д.№ 28 — здание Ольгинского детского приюта трудолюбия. 1899—1900. Совместно с Б. Ф. Гуслистым.
- Большая Зеленина улица, д.№ 13/Чкаловский проспект, д.№ 13  памятник архитектуры (вновь выявленный объект)[2] — дом дешёвых квартир Императорского человеколюбивого общества. 1899—1900.

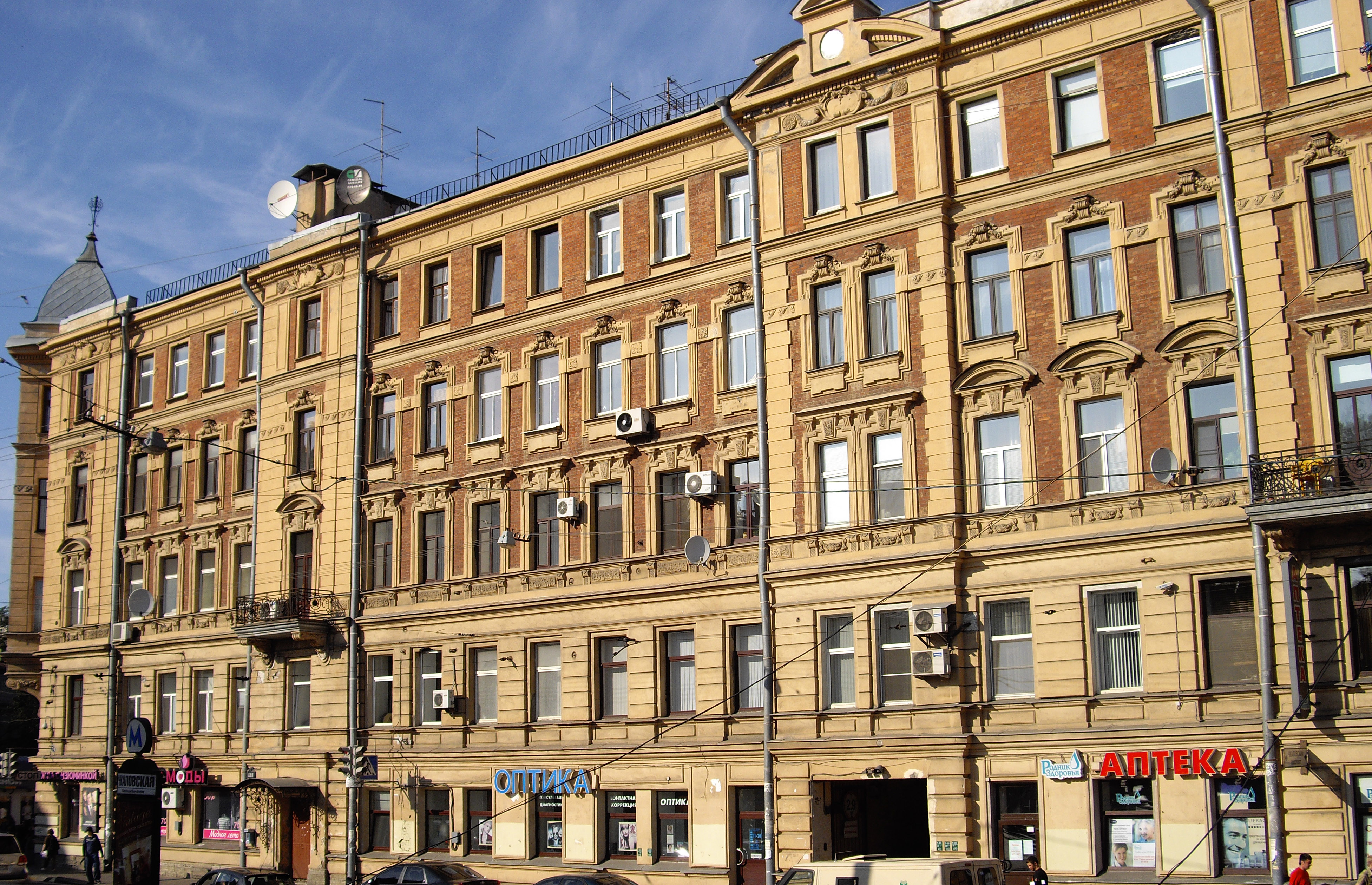
Большая Зеленина улица, д.№ 13

- Петровский проспект, д.№ 13, корп 1 — здание Убежища для престарелых сценических деятелей,- Дом ветеранов сцены. 1900—1902. (Перестроено).
- Большая Морская улица, д.№ 47 — особняк Е. И. Набоковой. Перестройка. 1901—1902. Совместно с Б. Ф. Гуслистым[3].
- Улица Литераторов, д.№ 17 — особняк А. Е. Молчанова и М. Г. Савиной. 1905—1907[4].

Москва
- Хлебный переулок, 21 (Малый Ржевский переулок, 4) — особняк М. А. Тарасова. 1909—1910, совместно с К. А. Грейнертом
- Бауманская улица, 35 — доходный дом
- Доходный дом (1910, Подколокольный переулок, 6)